# Herculaisia satanas
Herculaisia satanas är en skalbaggsart som beskrevs av Seilliere 1910. Herculaisia satanas ingår i släktet Herculaisia och familjen Cetoniidae. Inga underarter finns listade i Catalogue of Life.